# Țareveț, Veliko Tărnovo
Țareveț (în bulgară Царевец) este un sat în partea de nord a Bulgariei, în Regiunea Veliko Tărnovo, în Podișul Prebalcanic. Aparține administrativ comunei Sviștov.

## Demografie
Componența etnică a satului Țareveț
     Bulgari (82,6%)
     Nicio identificare (16,69%)
     Altele (0,69%)
La recensământul din 2011, populația satului Țareveț era de 1.150 locuitori. Din punct de vedere etnic, majoritatea locuitorilor (82,6%) erau bulgari. Pentru 16,69% din locuitori nu este cunoscută apartenența etnică.